# Versailles (バンド)

Versaillesのロゴ

Versailles（ヴェルサイユ）は、日本のヴィジュアル系パワーメタルバンド。コンセプトは薔薇の末裔。

## 概要
KAMIJO（元・LAREINE）とHIZAKI（元・SULFURIC ACID）を中心に2007年に結成。メンバー全員が18世紀の頃のフランスを意識した格好をしており、曲やPVにも色濃く反映されている。
6月に「ベルサイユ バンド」がYahoo! JAPANの検索上位にランクイン。また、『めざましテレビ』などで男性限定ライブの様子やインタビューなどが放送された。2008年3月下旬にはヨーロッパでバンド初の海外ライブを行った。
Versaillesの楽曲の歌詞は全て物語として繋がっているが、オムニバスアルバム「CROSS GATE 2008〜chaotic sorrow〜」収録のSFORZANDOは例外である。
アメリカで同名のアーティストが商標登録を行っていたため、2008年8月19日に公式サイト上にてアメリカでのライブを行うための新バンド名を募集することとなった。その結果、同年9月14日に「Versailles-Philharmonic Quintet-（ヴェルサイユ・フィルハーモニック・クインテット）」とすることを発表。なおこのバンド名はアメリカ国内でのみ使用されるバンド名であり、「Versailles」という元のバンド名を捨てたのではないとのこと。
メジャーデビュー直後、ベーシスト・Jasmine Youの体調不良のため、活動を一時的に休止。しかし2009年8月9日、Jasmine Youが急死し、当分の間活動を見合わせていたが、2009年10月25日の「V-ROCK FESTIVAL '09」出演より活動を再開した。
2010年9月4日、渋谷C.C Lemon Hallでのライブにて新メンバーのMASASHI（ベーシスト）が加入。
2012年12月20日、NHKホールでのライブをもって活動休止。
2015年12月20日、活動再開を発表。同月28日に、「復活の儀式」（ライブ）を執り行うことを発表した。

## メンバー
- Vocal：KAMIJO（カミジョウ） （元LAREINE）
詳細は本人の項目を参照。
- Guitar：HIZAKI（ヒザキ） （現Jupiter、元SULFURIC ACID、元HIZAKI grace project）
2月17日生まれ。滋賀県出身。AB型。
好きなアーティストはX JAPAN、アングラ、ラプソディー、ドリーム・シアターなど。クラシックも好んで聴いている。
影響を受けたギタリストとしてイングヴェイ・マルムスティーン、スティーヴ・ヴァイ、ジョン・ペトルーシなどを挙げている。
女形をしているのは以前在籍していたバンドで先輩のメンバーに言われ仕方なく女形をやらされたのがキッカケとなっている。
Jasmine Youの死去後からMASASHI加入までレコーディングのみでベースを担当しており、自身のソロアルバムの一部の作品でも弾いている。
- Guitar：TERU（テル） （現Jupiter、元藍華柳〜Aikaryu〜、元HIZAKI grace project）
4月10日生まれ。京都府出身。O型。
「生粋のメタラー」を自称し、メロディックデスメタルを好む。
好きなアーティストはアーチ・エネミー、レッド・ツェッペリン等。尊敬するギタリストはクリス・インペリテリ[10]。HIZAKIと同じく、クラシックを好んで聴いている。
藍華柳～HIZAKI grace projectでは女形をしていたが、Versailles以降はやめている。
ギターメーカーESPとモニター契約をしている。
イラストが特技で、2015年リリースのインペリテリのアルバム「Venom」のアートワークを手掛けており[10]、そのことについて、敬愛するアーティストのアルバムのアートワークを手掛けることが出来て感無量と語っている。後にインペリテリが来日した際にゲストとして招かれ、ステージで共演を果たした。
- Bass：MASASHI（マサシ） （元Red Carpet）
4月25日生まれ。愛知県名古屋市出身。O型。
数多くのバンドを経て、2010年のツアーよりVersaillesにサポートとして参加、同年9月4日に正式加入。
愛猫の「ピー助」を頻繁に自らのブログに登場させている。
Red Carpet時代は三輪昌史として活動していた。

### エターナルメンバー
- Bass：茉莉花勇/Jasmine You（ジャスミン ユウ） （元雀羅、元HIZAKI grace project）
公式設定では1979年3月8日生まれ。愛知県名古屋市出身。B型。
体調不良を理由に2009年夏頃から活動を休止していたが、同年8月9日に急死。死因は非公表。

### 元メンバー
- Drums：YUKI（ユキ） （元SugarTrip）
2月18日生まれ。新潟県佐渡島出身。A型。
KAMIJOがVersaillesのドラマーを探していたところ、目黒鹿鳴館に推薦されて加入。
2023年2月12日に、ジストニアの療養を理由として2024年以降の活動休止を発表。同年9月10日に年内の活動をもって現役を引退すると共に脱退することを発表し、同年12月14日のZepp Haneda公演をもって引退した。

## 歴史
- 2006年
  - 秋 この頃からKAMIJO、HIZAKIはバンド構想を進め始める。

- 2007年
  - 3月29日 KAMIJOのブログにて、メンバーを発表。
  - 3月30日 KAMIJOのブログにて、バンド名を発表。
  - 6月21日 SHOXX誌上限定で読者限定シングル＆デジタル写真集『THE REVENANT CHOIR』を販売（同年9月10日に販売終了）。
  - 6月23日 目黒鹿鳴館にて男子限定先行ショーケースを行う。（記者会見+ライブといった構成）
  - 6月24日 恵比寿リキッドルームにて初お披露目ライヴ。
  - 7月20日 サポートとして参加していたTERU（ギタリスト）が前バンド、藍華柳の卒業に伴い正式加入。
  - 8月30日 Shibuya O-EASTにてVersaillesが主催したイベント「The Red Carpet Day」にてドイツのレーベル・CLJ RECORDSと公開契約した。
  - 10月31日 初のアルバムであり、初の一般流通音源である「Lyrical Sympathy」を国内とヨーロッパで発売。[11]
  - 11月2日 初の全国ツアー「日本耽美革命」を札幌KRAPS HALLより開始。
  - 12月12日 各メンバーのプロデュースによる香水付きのDVD「Aesthetic Violence」を発売。

- 2008年
  - 1月31日 KISAKIとKAMIJOプロデュースによる、Versailles参加オムニバス「CROSS GATE 2008〜chaotic sorrow〜」をSHOXX誌上限定販売（同年3月26日に一般販売）。
  - 3月19日 SHIBUYA-AXでのVersailles主催ライヴTokyo Metropolisから、会場限定シングルA Noble was born in chaosの販売を開始。また、このライブでGalneryusと共演。
  - 3月30日 初のヨーロッパツアー・『欧州耽美革命』をストックホルムよりスタートさせる。
  - 5月3・4日 hide memorial summitの3日に出演し演奏。4日は最後に他の出演者と共に登場し、ステージ上で旗を振った。
  - 7月16日 初のフルアルバム「NOBLE」を発売。
  - 12月10日 ダブルA面シングル「PRINCE&PRINCESS」を発売。
  - 12月23日 渋谷C.C Lemon Hallのワンマンライブにてワーナーミュージック・ジャパンからのメジャーデビューを発表。

- 2009年
  - 6月24日 シングル「ASCENDEAD MASTER」でメジャーデビュー。
  - 8月9日 体調不良で活動を休止していたベーシストのJasmine Youが急死。バンド活動を一時休止。
  - 10月25日 一時活動休止から復帰しV-ROCK FESTIVAL '09[注 1]に出演。

- 2010年
  - 1月4日 Jasmine You -Memorial Ceremony- (Shibuya O-EAST) に出演。
  - 2月28日 ワールドツアー『Versailles World Tour 2010 "Method of Inheritance"』をスタートさせる。ペルーではVersaillesが日本人初となるライブを行った。
  - 9月4日 サポートとして参加していたMASASHI（ベーシスト）が正式加入。

- 2012年
  - 7月19日 「個々の成長の為」として、年内をもって活動休止することを発表[12]。
  - 12月20日 NHKホールでのライブをもって活動を休止。

- 2013年
  - 1月 KAMIJOがソロ活動を開始[13]。
  - 4月 HIZAKI、TERU、MASASHI、YUKIはボーカルにZINを迎えた「Jupiter」を結成[14]。
- 2015年
  - 12月20日、活動再開を発表[9]。
  - 12月28日、「復活の儀式」と題したライブをZepp DiverCity Tokyoで開催[9]。
- 2016年
  - 3月24日、8月7日に舞浜アンフィシアターで完全復活ライブ「Chateau de Versailles」を行うことを発表[15]。
  - 6月25日、Zepp DiverCity Tokyoで初お披露目ライブから9周年のアニバーサリー・プレミアム・ショーケースライブを開催[15][16]。
  - 9月14日、リテイク・ベスト・アルバム『The Greatest Hits 2007-2016』発売[16]。
- 2017年
  - 2月14日、日本武道館で10周年記念公演。また来場者限定特典としてミニアルバム『Lineage ～薔薇の末裔～』を配布。
- 2023年
  - 2月12日、YUKI（ドラム）が2023年いっぱいをもって活動休止することを『Versailles 15th Anniversary Tour -Holy Grail-』ファイナル公演にて発表。休止理由として、2020年2月に公表していた持病である右足のジストニアがドラムプレイに影響を及ぼしており、その治療のための時間が必要なこと、また家族にサポートが必要な人がおり、できるだけ側にいてあげたいことを挙げている[17]。

## 逸話
- 2008年8月19日に「“Versailles”という単語の後にもうひとつ単語を付け加え、新たな名前にする事に致しました」という記事がYahoo!ニュースに掲載されると同時にYahoo!ニュースのコメント欄は単語や言葉の前後に「Versailles」を付けたネタ投稿合戦場になり、祭り状態に発展した。その結果およそ90日間で30万件以上のコメントが投稿されるという珍事が起きた。
- 高見沢俊彦が司会を担当する『ロックばんTV』に出演した際、KAMIJOが「僕たちの歩く道の先には、いつも(THE ALFEE)の高見沢俊彦様が、いらっしゃるんですよ」と発言し、ヴェルサイユ宮殿でライブをする際には、高見沢俊彦と一緒にライブをする事を誓った。

## ディスコグラフィー
- NOBLE（2008年）
- JUBILEE（2010年）
- Holy Grail（2011年）
- Versailles（2012年）